# Saint-Ouen-sur-Seine

Kleines Wappen von Saint-Ouen-sur-Seine

Saint-Ouen-sur-Seine [sɛ̃t‿wɛ̃ syʁ sɛn] ist eine französische Stadt mit 53.041 Einwohnern (Stand 1. Januar 2022) in der nördlichen Pariser Banlieue. Die Einwohner werden Audoniens und Audoniennes genannt.

## Name
Die Stadt Saint-Ouen trägt den Namen des dort gestorbenen „heiligen“ (französisch saint) Ouen bzw. Audoin (609–683), Bischof von Rouen und Kanzler des Königs Dagobert I.
Sie teilt den Namen Saint-Ouen mit zahlreichen weiteren französischen Orten. Daher änderte die ursprünglich nur als Saint-Ouen bezeichnete Gemeinde mit Erlass N° 2018-956 vom 5. November 2018 ihre Bezeichnung auf den aktuellen Namen Saint-Ouen-sur-Seine (Saint-Ouen an der Seine).

## Geschichte

Karte der Region Île-de-France, Saint-Ouen hervorgehoben

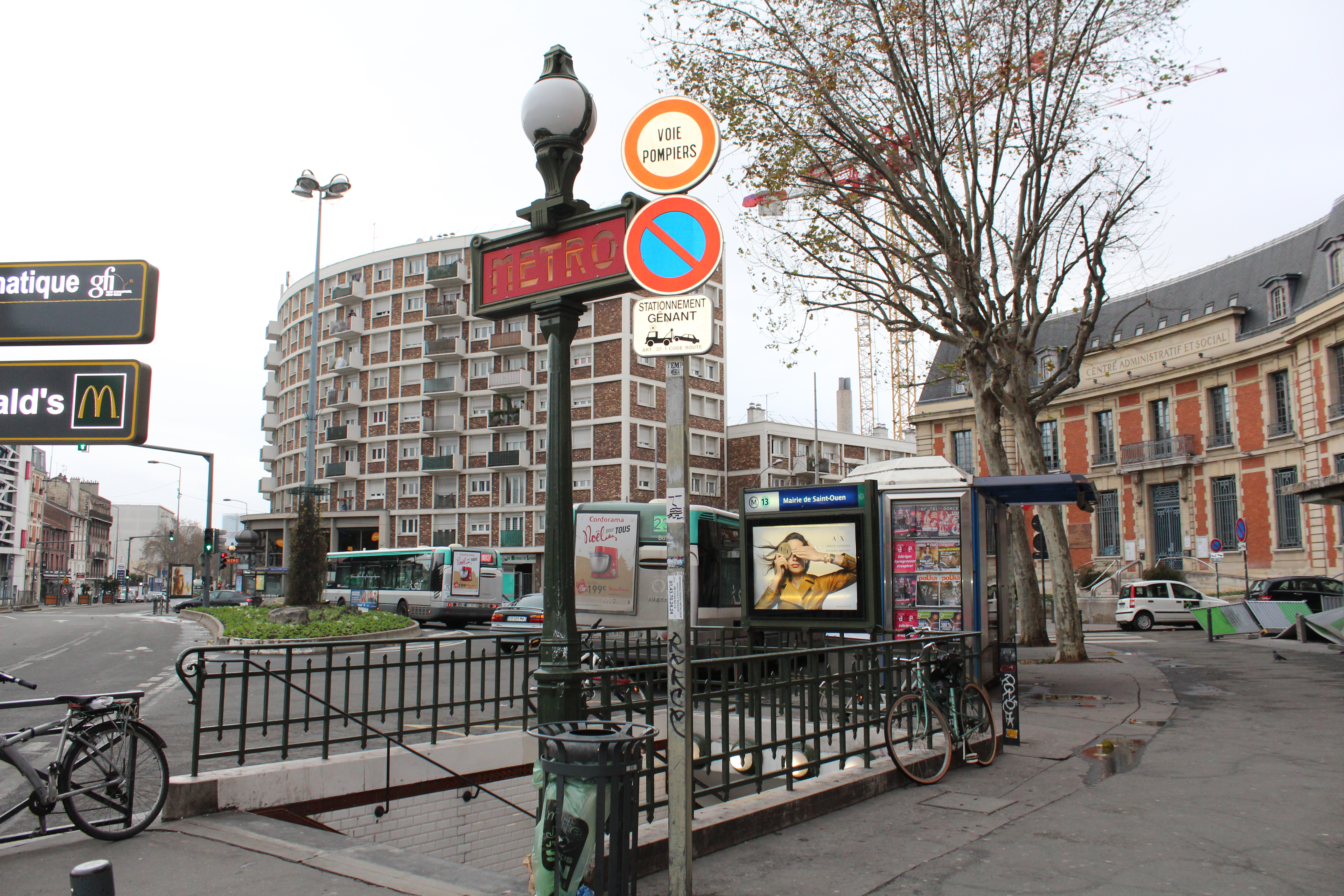
Place de la République mit einem der fünf Zugänge des U-Bahnhofs Mairie de Saint-Ouen

Das Dorf Saint-Ouen lässt sich bereits im 1. Jahrhundert n. Chr. nachweisen.
Durch Erweiterung des Hafens und Anschluss an das Eisenbahnnetz begann der industrielle Aufschwung. Mit der Bahnstrecke Paris–Lille und der Petite Ceinture verliefen die wichtigsten Bahnstrecken allerdings knapp außerhalb der Stadtgrenze. 1862 entstanden die Bahnanlagen an den Docks de Saint-Ouen, einem Hafen- und Industriegebiet am Ufer der Seine. Die von dort ausgehende, die Stadt querende Strecke war aber lange dem Güterverkehr vorbehalten. Nächster Personenbahnhof war bis 1908 Avenue de Saint-Ouen an der Petite Ceinture, der bereits auf Pariser Gebiet lag.
Zwischen 1861 und 1896 stieg die Einwohnerzahl sprunghaft von 3300 auf 30.700 an. Saint-Ouen wurde ein bedeutender Vorort der Hauptstadt Paris. Die Stadt war seit jeher auch das Ziel von Einwanderern verschiedener Nationalitäten, in den letzten Jahren vor allem aus dem Maghreb und Subsahara-Afrika.
Der industrielle Strukturwandel seit den 1970er Jahren traf auch die Industrie in Saint-Ouen hart: Die Arbeitslosigkeit lag zeitweise bei 20 %. Als Ausgleich wurden, vor allem in den Docks de Saint-Ouen, ehemaligen Werftanlagen, zahlreiche Verwaltungs- und Bürogebäude angesiedelt; so haben etwa Danone, Citroën, OCP Répartition, Alstom oder Bosch dort Standorte oder ihren Hauptsitz. Die Arbeiterstadt wurde von 1945 bis 2014 ununterbrochen von Bürgermeistern des Parti communiste français (PCF) regiert; von 2014 bis 2020 war William Delannoy (UDI) Bürgermeister, ihm folgte Karim Bouamrane (PS).

## Sehenswürdigkeiten
An der südlichen Grenze nach Paris, etwa zwischen der Porte de Saint-Ouen im Westen und der Porte de Clignancourt im Osten, findet an drei Tagen der Woche (Samstag 9–18 Uhr, Sonntag 10–8 Uhr, Montag 11–17 Uhr) mit dem Marché aux Puces der größte Flohmarkt im Großraum Paris statt. In unmittelbarer Nähe der Metro-Station Garibaldi befindet sich das letzte noch im direkten Umfeld von Paris befindliche Citroën-Werk.
Weiter finden sich dort das Schloss Saint-Ouen, finanziert von Ludwig XVIII., und die historische Kirche Église Saint-Ouen-le-Vieux. Der örtliche Friedhof ist der letzte Ruheort zahlreicher Künstler aus dem nahen Pariser Stadtviertel Montmartre.
Siehe auch: Liste der Monuments historiques in Saint-Ouen-sur-Seine

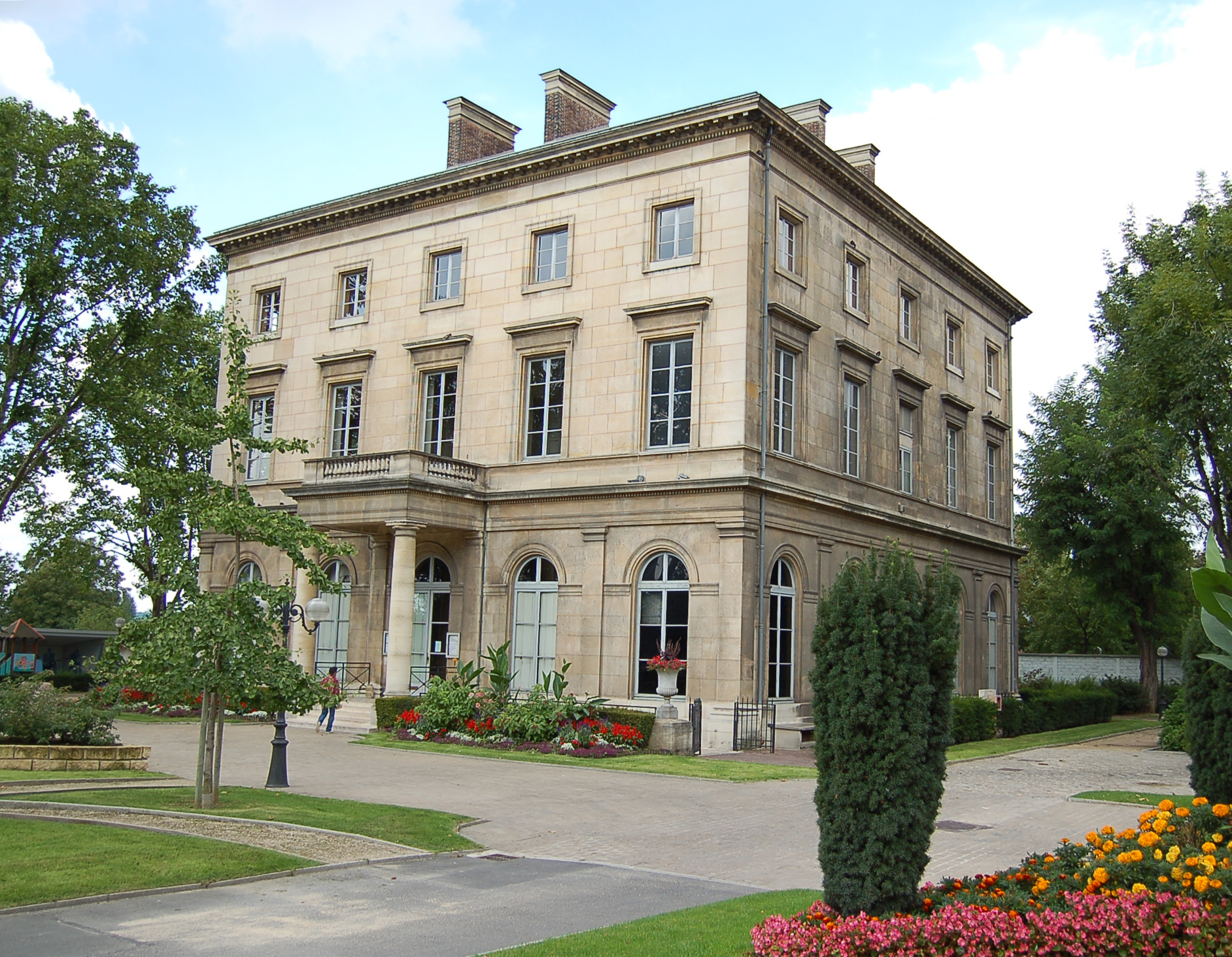
Schloss Saint-Ouen
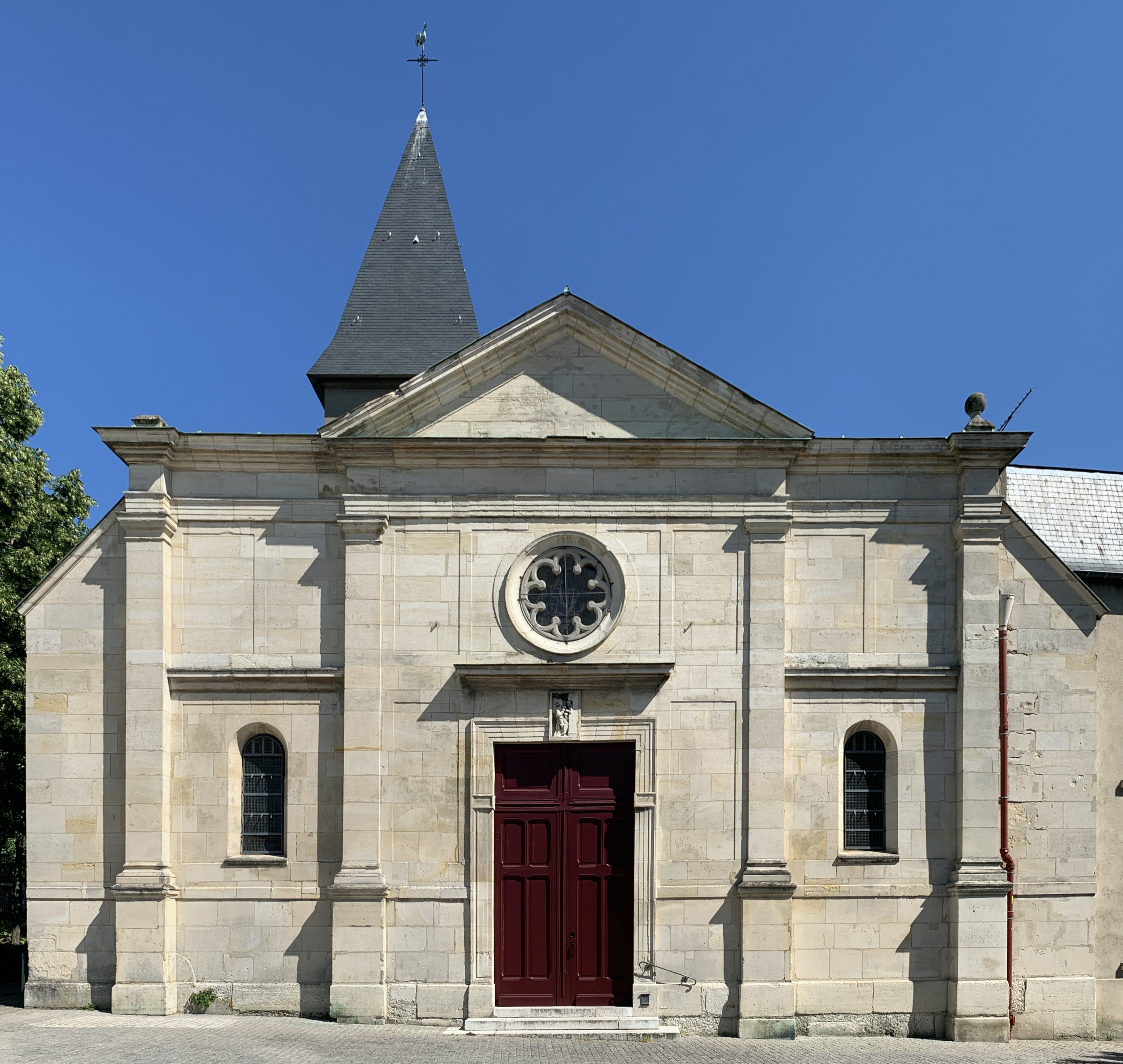
Église Saint-Ouen-le-Vieux

## Verkehr

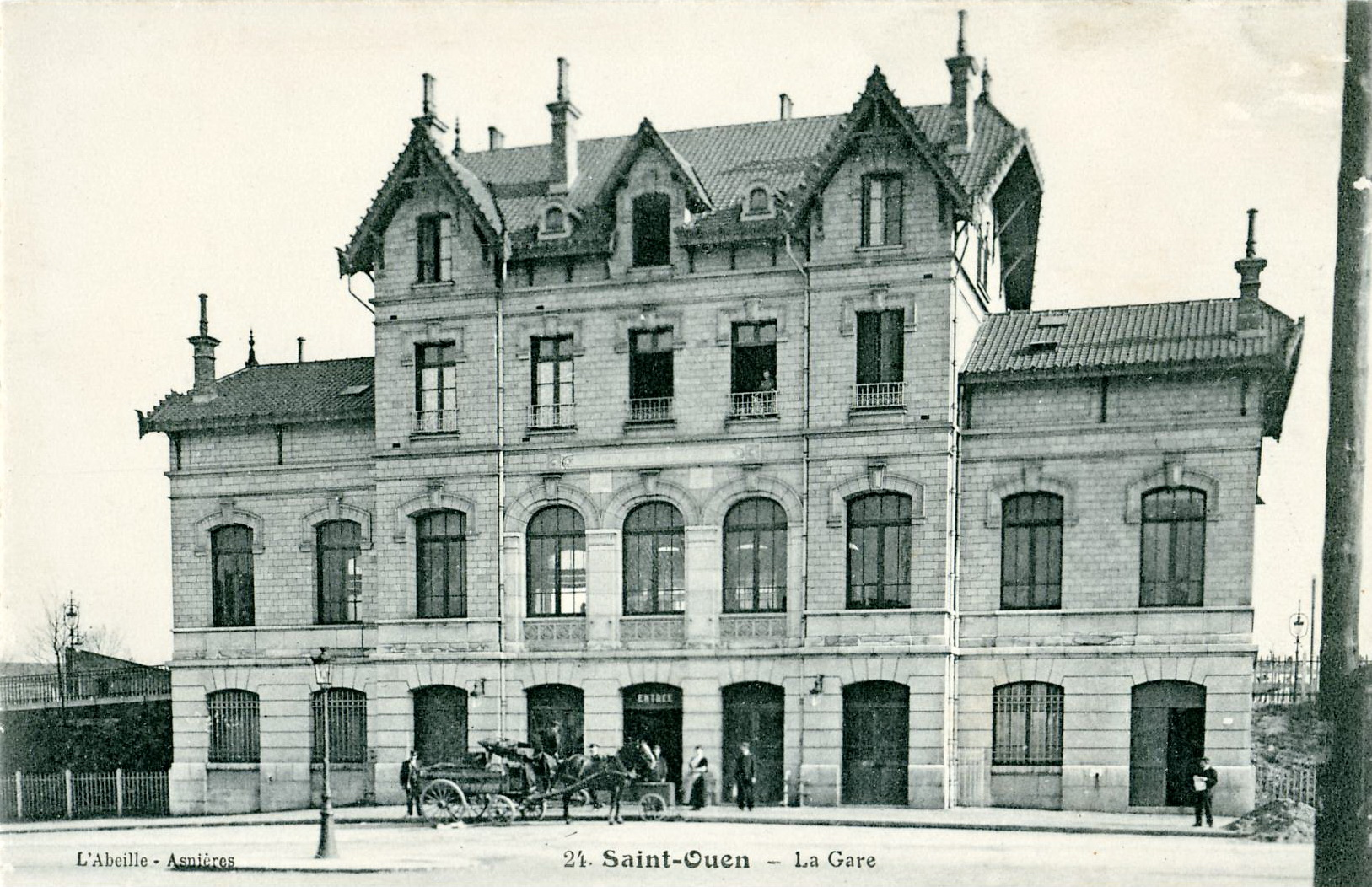
Empfangsgebäude des Bahnhofs Saint-Ouen (frühes 20. Jahrhundert)

Am 1. Juli 1908 wurde von der Eisenbahngesellschaft Compagnie des chemins de fer du Nord (NORD) an der Bahnstrecke La Plaine–Ermont-Eaubonne der erste Bahnhof Saint-Ouen eröffnet. Im Zuge des Baus der Strecke der Linie C des S-Bahn-Netzes Réseau express régional d’Île-de-France (RER) wurde er 1977 geschlossen und durch den bereits 1972 eingerichteten Bahnhof Saint-Ouen-Garibaldi ersetzt. 1988 erhielt Saint-Ouen einen unterirdischen Bahnhof an der RER-Linie C; seit dem 14. Dezember 2020 kann man dort zur Metrolinie 14 umsteigen. Der Bahnhof Saint-Ouen-Garibaldi wurde am 25. September 1988 wieder geschlossen.
Seit dem 30. Juni 1952 verkehrt die U-Bahn-Linie 13 der Pariser Métro im Stadtgebiet von Saint-Ouen und hat dort die Stationen Garibaldi und Mairie de Saint-Ouen. Im Dezember 2020 wurde auch die Metrolinie 14 in die Stadt verlängert und endet aktuell am U-Bahnhof Mairie de Saint-Ouen.

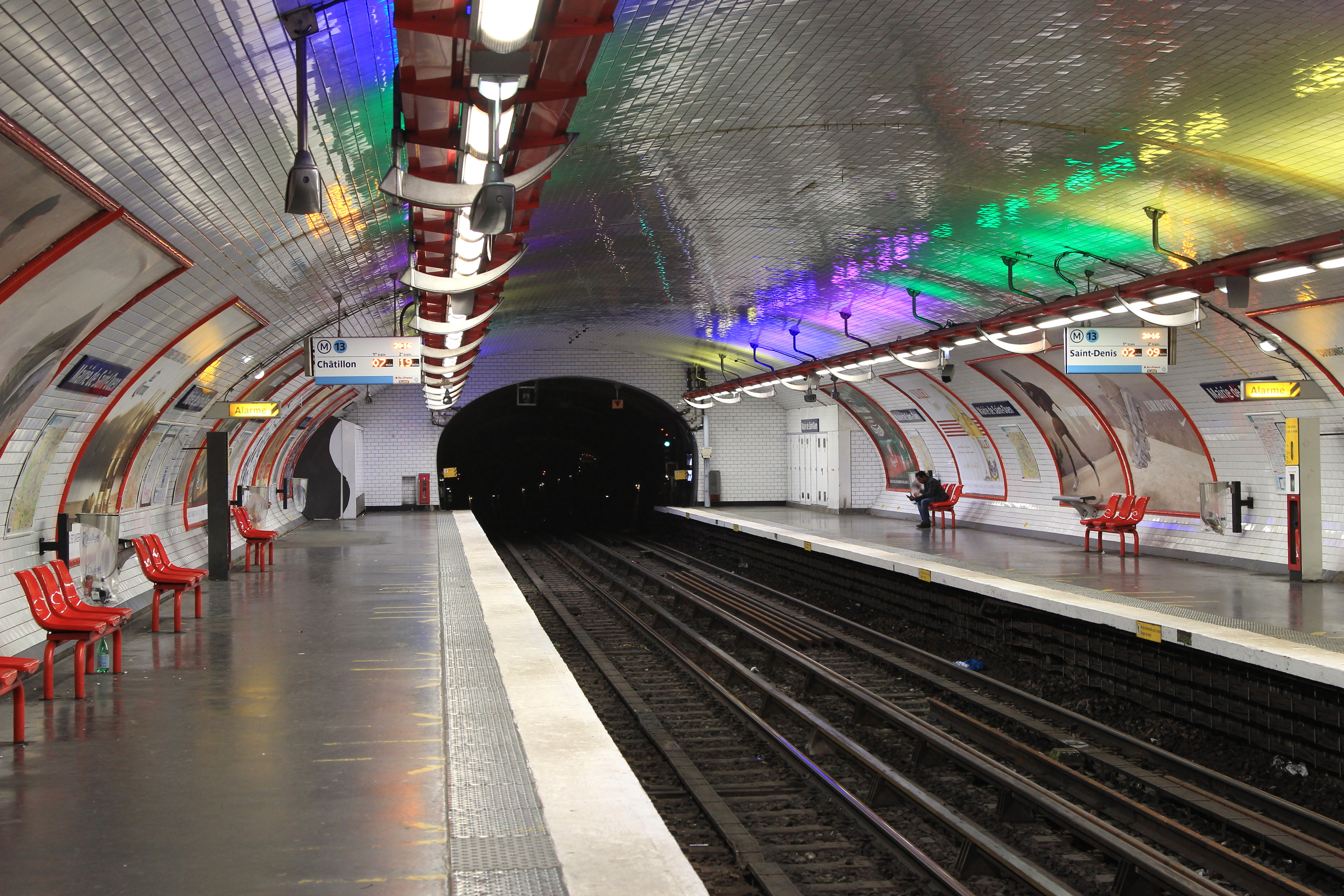
Station der Metrolinie 13 des U-Bahnhofs Mairie de Saint-Ouen
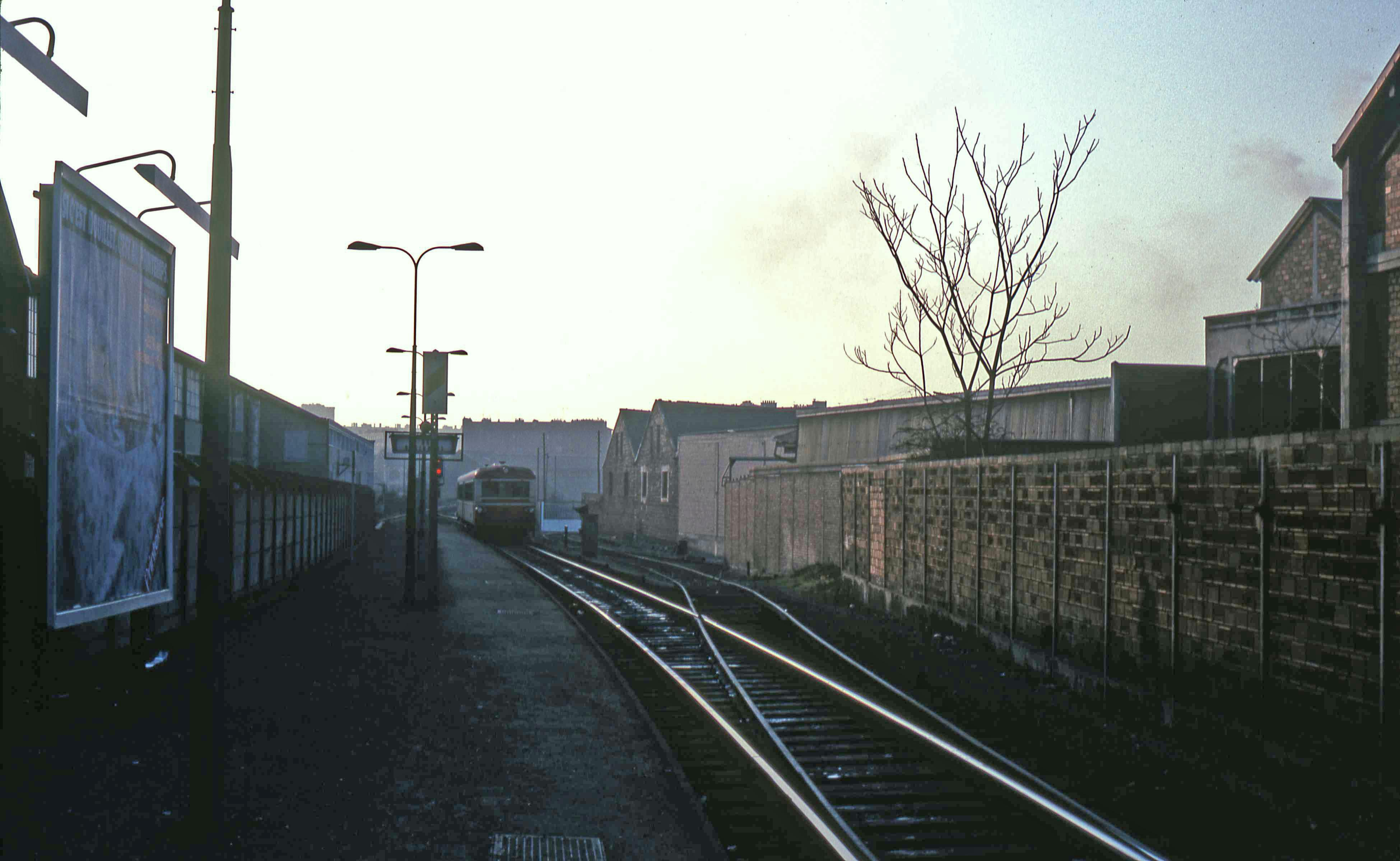
Bahnhof Saint-Ouen-Garibaldi (1980)
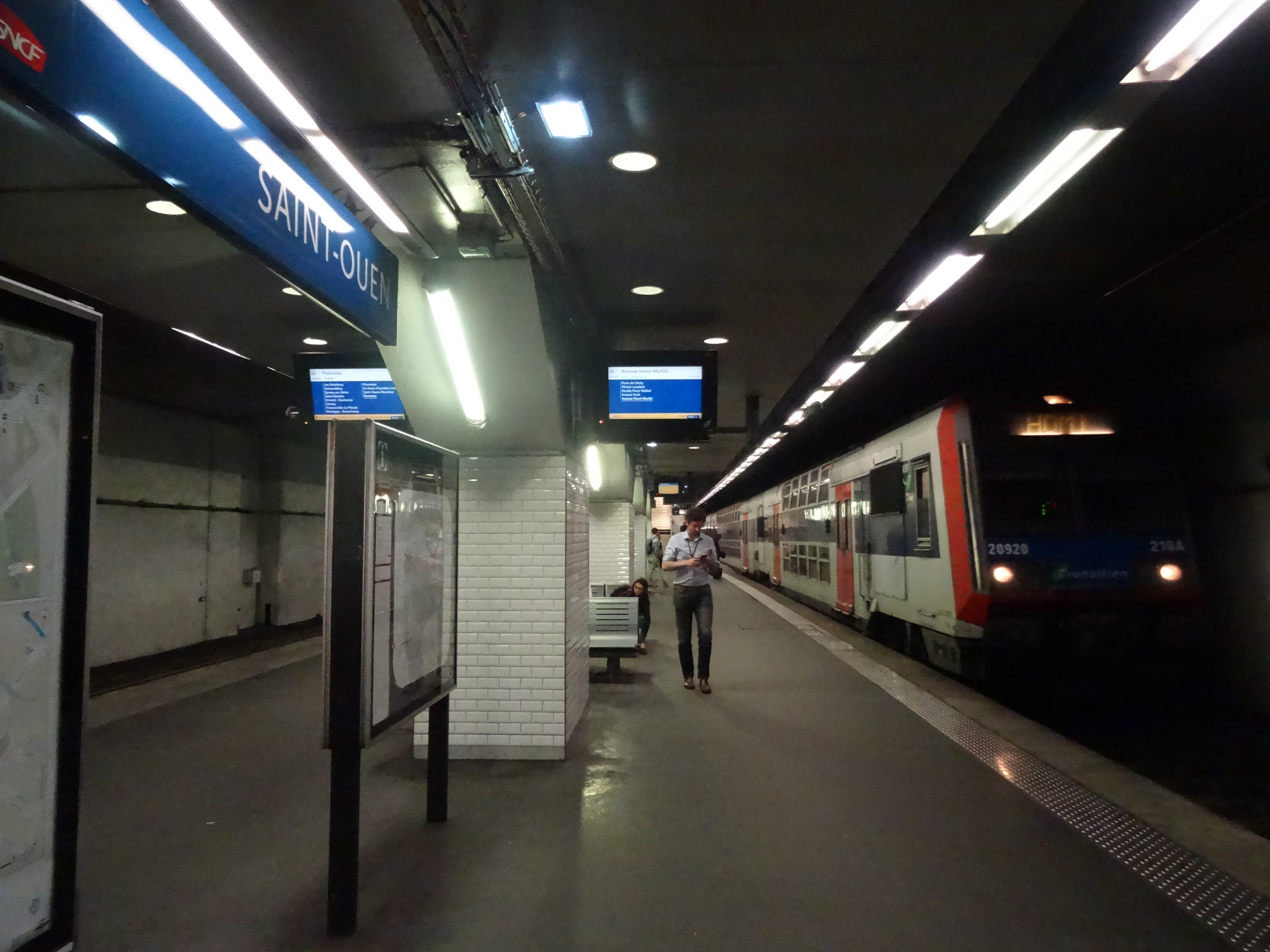
Tunnelstation Saint-Ouen der RER-Linie C

## Persönlichkeiten
geboren in Saint-Ouen
- Naidra Ayadi, Schauspielerin
- Mondine Garcia (1936–2010), Gypsy-Jazz-Gitarrist
- Jean-Claude Lecante (* 1934), Radrennfahrer
- André Leducq (1904–1980), Radrennfahrer
- Serge Malik (* 1955), Fusionmusiker und Musikproduzent
- Christiane Minazzoli (1931–2014), Schauspielerin
- Charles Terront (1857–1932), Radrennfahrer

weitere
- Alexandre Bachelet (1866–1945), Senator und langjähriger Bürgermeister.